# Multiple Sclerosis Trust
 (avril 2018).
Le Multiple Sclerosis Trust (MS Trust) est une association caritative britannique indépendante créée en 1993.
Le MS Trust s'efforce de fournir des informations à toute personne touchée par la sclérose en plaques, par des programmes d'éducation pour les professionnels de la santé, des fonds pour la recherche pratique et des campagnes pour des services spécialisés de SP.
La confiance est basée dans le bâtiment de Spirella (en) dans Letchworth Garden City.

## Service d'information
Le MS Trust fournit un service d'information pour toutes les personnes affectées par SEP (Information Service).
Il publie également une série de livres, de fiches d'information et de DVD sur certains aspects de la maladie (Publication page). Ceux-ci incluent un DVD d'exercices menés par Mr Motivator (en).

## Campagnes
La campagne est basée sur la promotion de l'accès des personnes atteintes de SEP à des services spécialisés de haute qualité.
Les campagnes récentes ont inclus:
- Soutenir les infirmières spécialisées en SEP dont les postes sont menacés,
- Suivi de la mise en œuvre des directives cliniques NICE pour la SEP,
- Campagne pour l'accès aux traitements symptomatiques et modificateurs de la maladie.

## Recherche
Le MS Trust a financé des recherches pratiques qui amélioreront les services et les thérapies disponibles pour les personnes atteintes de SEP. La recherche en cours de financement comprend:
- 'Université de Bristol,'  'Traitement des cellules de moelle osseuse pour la sclérose en plaques chronique' '[1]
- 'Thérapeutes dans le groupe MS,'   Pilates basé sur la formation de stabilité de base  [2]
- University Hospitals Birmingham NHS Foundation Trust (en) et West Berkshire Community Hospital (en),   'Un programme de gestion de la fatigue en groupe' '[3]

## Collecte de fonds
La MS Trust plus de la moitié de ses revenus proviennent de dons personnels, d'héritages et de ventes de cartes de Noël. La Fiducie a plusieurs projets de collecte de fonds en cours, y compris le parachutisme, les courses et les randonnées à l'étranger.

## Patrons
- Edith Rifkind
- Laurence Llewelyn-Bowen (en) et Jackie Llewelyn Bowen

John Harvey-Jones (en) a été président de la Fiducie de 2001 à 2008.